# ジェリー・ベイリー (俳優)
ジェリー・ベイリー(Jerry Bailey、本名不明、生年月日不明）は、1960年代末から2000年頃に掛けて活動したフィリピンの俳優、スタントマン、アクション監督である。
クレジット名義は複数あり、スペル違いのジェリー・ベイリー(Gerry Bailey、Gerry Bayley)、ギャリー・ベイリー(Garry Bailey)、1980年代中頃からはジェリー・ベイロン(Jerry Bayron、Gerry Bayron)、1980年代末からはジェリー・ベイアー(Jerry Beyer)の名義を用いる様になった。尚、慣用芸名のジェリー・ベイリー(Jerry Bailey)も並行して使用されていた。

## 来歴

### 初期のキャリア
インターネット・ムービー・データベースによると1968年から映画出演が確認され、アクション映画などの娯楽作品の脇役を務めていた。日本では未公開の作品が全てなのが特徴である。

### シルヴァー・スター・フィルム社と疑似米国映画
1980年代以降のベイリーの出演作品は幾本かVHSソフトとして日本でも発売されたために接することが可能である。
古くからフィリピンで活動するシリオ・H・サンティアゴ監督の作品にも出演する一方、新興の香港系の疑似米国映画専門のシルヴァー・スター・フィルム社の作品にも脇役出演する傍らスタントや擬斗の指導及び演出を受け持った。俳優としては筋骨隆々たる体躯を生かして屈強な男の役が多く、アジア系はもとよりラテン系の役を善悪問わずに演じた。また、当時のシルヴァー・スター・フィルム社作品にはロマーノ・クリストフやジム・ゲインズ、ドン・ゴードン・ベル、マイク・モンティーなど無名に等しい欧米人俳優が配役の中心だったが、ベイリーなどのフィリピン映画の中堅やベテランも僅かながら参入しており、ルエル・ヴェルナール、トニー・カレオン、ディック・イスラエル、フィリップ・ガンボア、スバス・ヘレロなども出演していた。
シルヴァー・スター・フィルム社と他社の作品でもクリストフやゲインズとの共演が目立ち、ベトナム戦争物『ジャングル・ラッツ』(1987年/未/ビデオ)の5人の戦闘プロの一人にも起用されたが、性格俳優としては今一つで、本領はアクション要員にあると言える。その後、香港系のダヴィアン・インターナショナル作品にも端役出演したが、キャリアのピークはシルヴァー・スター・フィルム社作品に関わっていた頃の様である。

### 米国映画に参加して
1982年には低予算映画界の国際スターであるキャメロン・ミッチェル主演の『バトル・フォース』(未/ビデオ)の端役を皮切りに、1985年にはキャノン映画の『アメリカン忍者』のハイジャック犯役に起用され、ジョン・アーヴィン監督のベトナム戦争物『ハンバーガー・ヒル』(1987年)ではフィリピン班のスタントを担当した。『燃えよNINJA』（1981年/未/ビデオ/TV放映）の第二班監督だったエメット・オルストン監督、同じく『燃えよNINJA』でフランコ・ネロのスタンド・インを務めたマイク・ストーン主演の『殺人特攻戦車/タイガー・シャーク』(1987年/未/ビデオ)と言った低予算映画にも出演した。また、戦争アクション映画が下火になった1991年には同年の渡辺ケン監督の『ブルドッグ』と並ぶ戦争アクション物の末期の力作でジェームズ・グリッケンハウス監督の『マクベイン』にも端役出演し、マーティン・シーンやハイン・Ｓ・ニョールも出演していた戦後のヴェトナムを舞台にした『キリング・ヒート』(1994年/未/ビデオ/テレビ放映)ではスタント指導を担当した。また、イタリア映画にはジャンフランコ・パロリーニがフランク・クレーマーの変名で監督した『インカ帝国の謎』(1987年)でスタントとしてクレジットされたが、顔出し出演もしている。尚、上記の作品の多くが合作の様相を呈している。

### フィルモグラフィ
1968年
- 『ヴェラクルスの息子』(未ソフト化)
- 『コンバット・キラーズ』(未ソフト化)

1982年
- 『バトル・フォース』(未/ビデオ)キャメロン・ミッチェル、マイク・ストーン、ジョン・ドレスデン、ホープ・ホリデイ、ドン・ゴードン・ベル、ヴィック・ディアス、マイク・コーエン出演

1984年
- 『ダーティ・プロフェッショナル』（未/ビデオ）（スタント指導も）ジョン・ロイド（テディー・ページ）監督、ブルース・バロン、ロバート・メースン（ロバート・マリウス）、マイク・モンティー出演

1985年
- 『ニンジャ刑事/ダブル・エッジ』（未/ビデオ）（スタント指導も）ジョン・ロイド（テディー・ページ）監督、ロン・クリストフ（ロマーノ・クリストフ）、ジョン・モス（ジム・モス）、ロバート・メースン（ロバート・マリウス）、ダン・アンダースン（デーヴィッド・アンダースン）、ジェリー・バイロン（ジェリー・ベイリー）、ジム・ゲインズ（ジェームズ・ゲインズ）、渡辺ケン出演
- 『地獄の戦士/ブラック・ファイアー』（未/ビデオ）（スタント指導も）テディー・ページ監督、ロン・クリストフ（ロマーノ・クリストフ）、ジム・ゲインズ（ジェームズ・ゲインズ）、レイ・ヴァーナル（ルエル・ヴァーナル）出演
- 『アメリカン忍者』サム・ファーステンバーグ監督、マイケル・ダディコフ、スティーヴ・ジェームズ、リチャード・ノートン、山下タダシ、ジョン・フジオカ、ジム・ゲインズ出演
- 『デストロイヤー』（未/ビデオ）（クレジットなし）シリオ・H・サンティアゴ監督、リチャード・ヒル、カズ・ギャラス、ドン・ゴードン・ベル出演
- 『熱い復讐』（未ソフト化）（スタント指導）リチャード・ハッチ、ロバート・ウォーカー、マイケル・J・ポラード、ブルース・バロン、ロバート・マリウス、デーヴィッド・ライト出演

1986年
- 『ローンウルフ/怒りの戦場』（未/ビデオ）（スタント指導も）テディー・ページ監督、ロバート・メースン（ロバート・マリウス）、ジム・ゲインズ（ジェームズ・ゲインズ）、リチャード・キング、マイク・モンティー、ダン・ディー（プロタシオ・ディー）出演
- 『アマゾネス刑事/死の標的』（未/ビデオ）シリオ・H・サンティアゴ監督、セク・ヴァレル、ジョー・マリ・アヴェラーナ、フレデリック・ベイリー、ドン・ゴードン（ドン・ゴードン・ベル）、マイク・モンテ（マイク・モンティー）、ジョーニー・ガンボア、ヴィック・ディアス、レオ・マルティネス、ニック・ニコルスン、デーヴィッド・ライト、ロニー・パタースン、ジョゼフ・ズッチェロ、ラモン・ダサルヴァ出演

1987年
- 『インカ帝国の謎』（スタントも）フランク・クレーマー（ジャンフランコ・パロリーニ）監督、コンラード・ニコルズ（ブルーノ・ミンニティ）、ヴァッシーリ・カリス、マックス・G・ローレル（マックス・ラウレル）、ジョン・フランシス・スコット（ジャンフランコ・パロリーニ）出演
- 『殺人特攻戦車/タイガー・シャーク』（未/ビデオ）エメット・オルストン監督、マイケル・ストーン出演
- 『ハンバーガー・ヒル』（フィリピン班スタント）ジョン・アーヴィン監督
- 『ジャングル・ラッツ』（未/ビデオ）アーヴィン・ジョンスン（テディー・ページ）監督、ロマーノ・クリスト、ジム・ゲインズ、マイケル・ウェルボーン、リチャード・キング、マイク・モンティー出演

1988年
- 『キング・マヒーの秘宝』（未/ビデオ）レナード・ヘイズ、ジム・ゲインズ（クレジット無し）共同監督、ゲーリー・ダニエルズ、ミシェル・フランケンバーガー、ジム・ゲインズ、ジム・モス、アンソニー・イースト出演
- 『デザート・ウォーリアー』（未/ビデオ）ジム・ゴールドマン（ジュン・ガラルド）監督、ルー・フェリーニョ、マイク・モンティー出演
- 『怒りのコマンドー』（未/ビデオ）（擬斗指導も）ジョン・ゲール（ジュン・ガラルド）監督、レブ・ブラウン、シャノン・トゥイード、マイク・モンティー出演

1989年
- 『トライゴン・ファイヤー』（未/ビデオ）（スタント指導も）、サム・ジョーンズ（サム・J・ジョーンズ）、マイク・モンティー出演
- 『バトル・ラッツ/地獄の地下要塞』（未/ビデオ）（クレジットなし）ブリッグス・ベンジャミン・シニア（ベン・ヤルン）監督、ジャック・ギルバート（ブレント・ギルバート）、コーウィン・スペリー、ロイ・カタナ出演
- 『地獄の爆走/ブラッド・チェイス』（未/ビデオ）（擬斗指導も）テッド・ジョンスン（テディー・ページ）監督、アンドリュウ・スティーヴンス、カレン・シェパード、マイク・モンティー出演

1990年
- 『クライム・ストッパー』(未ソフト化)(スタント指導も)
- 『ブラッド・ハンズ』(未ソフト化)

1991年
- 『マクベイン』ジェームズ・グリッケンハウス監督、クリストファー・ウォーケン、マリア・コンチータ・アロンソ、マイケル・アイアンサイド、スティーヴ・ジェームズ出演
- 『エンジェル・イン・ザ・ダーク』(未ソフト化)

1992年
- 『ファイティング・スピリット』(未ソフト化)

1993年
- 『リアル・キックボクサー』（未/ビデオ）アーヴィン・ジョンスン（テディー・ページ）監督、デール・アポロ・クック出演

1994年
- 『キリング・ヒート』（未/ビデオ/テレビ放映）（スタント指導）ジェノ・ボディ監督、マーティン・シーン、マイケル・アイアンサイド、ハイン・S・ニョール、ジョーニー・ガンボア、ヴィック・ディアス出演

1999年
- 『アニーノ』(未ソフト化)(擬斗指導も)